# اعقار (يريم)

تعديل مصدري - تعديل

اعقار محلة تابعة لقرية الخرابة، التابعة لعزلة عراس بمديرية يريم إحدى مديريات محافظة إب في الجمهورية اليمنية.، بلغ تعداد سكانها 86 حسب تعداد اليمن لعام 2004.